# سیفه (سولواووا)
سیفه (به ترکی استانبولی: Seyfe) یک منطقهٔ مسکونی در ترکیه است که در سولواووا واقع شده‌است.